# Georg Körner (Politiker)
Georg Körner (* 3. Juli 1907 in Charlottenburg; † 20. November 2002) war ein deutscher Politiker (NSDAP, GB/BHE, FDP, FVP, DP, GDP und NPD).

## Leben
Körner trat 1925 in die Reichswehr ein, aus der er 1929 freiwillig wieder ausschied. 1929/30 war er als Technischer Zeichner tätig. Ferner wurde er Reichsbetriebsgemeinschaftsleiter in Berlin-Charlottenburg. Wohnhaft in der Siedlung Ruhleben, kandidierte Körner am 29. März 1936 bei der Wahl zum Deutschen Reichstag auf dem NSDAP-Wahlvorschlag auf dem Listenplatz 472, zog aber nicht in den nationalsozialistischen Reichstag ein. Er war für die NSDAP Ratsherr der Stadt Berlin.
Körner kam nach dem Zweiten Weltkrieg als Heimatvertriebener nach Nordrhein-Westfalen.

## Partei
Zum 1. Oktober 1929 trat Körner der NSDAP bei (Mitgliedsnummer 153.185), wurde Gau- und Reichsredner. Nach dem Zweiten Weltkrieg beteiligte er sich 1950 an der Gründung des GB/BHE. Nachdem die K.O.-Gruppe um Theodor Oberländer und Waldemar Kraft nach den Vorkommnissen des 1954er-Parteitages am 12. Juli 1955 den GB/BHE verlassen hatte, trat auch er aus, ging aber im Gegensatz zur K.O.-Gruppe nicht zur CDU, sondern trat in die FDP ein. Schon ein gutes halbes Jahr später verließ er die Liberalen  unter dem Eindruck des Koalitionswechsels von der CDU zur SPD in Nordrhein-Westfalen am 23. Februar 1956 mit der Euler-Gruppe wieder und beteiligte sich an der Gründung der Freien Volkspartei (FVP), die bereits im März 1957 in der Deutschen Partei aufging. Durch den Zusammenschluss von DP und GB/BHE 1960 wurde er Mitglied der GDP, die er gemeinsam mit Wilhelm Gutmann 1964 verließ, um sich an der Gründung der NPD zu beteiligen. Von 1964 an war er dort Mitglied des Bundesvorstandes.

## Abgeordneter
1933 wurde Körner zum Stadtverordneten und NSDAP-Fraktionsführer in Berlin-Weißensee gewählt.
Körner gehörte dem Deutschen Bundestag von 1953 bis 1957 an. Ursprünglich für den GB/BHE gewählt, wechselte er am 12. Juli 1955, als ein Großteil seiner Fraktionskollegen zur CDU/CSU-Bundestagsfraktion übertrat, im Gegensatz zu diesen mit Fritz Czermak zur FDP. Als sich die FDP-Fraktion im Februar 1956 spaltete, gehörte er zu den Dissidenten, die die FVP-Fraktion bildeten, welche sich aber bereits im März 1956 mit der DP-Fraktion vereinigte.

## Auszeichnungen
- Goldenes Parteiabzeichen der NSDAP[3]